# کریم‌آباد (نسکند)
کریم‌آباد یا تلارسر روستایی در دهستان نسکند بخش نسکند شهرستان سرباز استان سیستان و بلوچستان ایران است.

## جمعیت
بر پایه سرشماری عمومی نفوس و مسکن در سال ۱۳۹۵ جمعیت این روستا ۱۸۶ نفر (۴۱خانوار) بوده‌است.